# Феодосий Тотемский
Феодо́сий То́темский — (начало XVI века, Вологда — 28 января 1568 года, Спасо-Суморин монастырь) — преподобный Русской православной церкви. Память 28 января (10 февраля) и 2 (15) сентября.
...Там Феодосий Тотемский среди сланых источников открывает новый неиссякаемый кладезь соли духовной и сам соделывается солию земли Тотемской, спасающего от гниения души и сердца...

## Жизнеописание
Родился в Вологде, вероятно, в первые годы царствования Василия Иоанновича, который правил в 1505—1533 годах. По достижении совершеннолетия по воле родителей вступил в брак, от которого у него родилась дочь Марина. После смерти родителей и жены, оставив своё состояние родственникам для воспитания дочери, Феодосий ушёл в Вологодский Спасо-Преображенский монастырь преподобного Димитрия Прилуцкого, и был пострижен в монахи.
В 1554 году, преподобный Феодосий получил царскую несудимую грамоту и приступил к устроению Тотемского монастыря, где в течение года поставил деревянную церковь и келии для братии.

## Ефремова пустынь
В 1560 году архиепископ Ростовский Никандр дал новое послушание — возобновление запустевшей Спасо-Николаевской Ефремовой пустыни, находившейся в Тотемском уезде на речках Реже и Ваге.
Жалованная царская грамота, выданная старцу Ефрему в начале XVI века, перешла в наследство Феодосию, восстановившему пустынь на свои средства. Там стояли церкви Преображения Господня и Николая Чудотворца.
В документах XVII века Ефремова пустынь значилась уже принадлежащей другому монастырю — Николо-Угрешскому.
В 1764 году она была упразднена. Церкви села Монастырского обращены в приходские (ныне Сямженский район Вологодской области). В XVIII веке на их месте была построена новая церковь.

## Подвиги преподобного Феодосия
В поисках духовного просвещения собрал большую библиотеку духовных книг, приобретая не только богослужебные книги, но и дорогие по тем временам богословские труды святителя Иоанна Златоуста, преподобного Ефрема Сирина и других учителей Церкви.
Преподобный вёл самую строгую подвижническую жизнь, постоянно находился в молитве и трудах. Тщательно скрывал свои подвиги. Только его кончина открыла тайну. Подвижник под одеждой носил железные вериги и до крови терзавшую его тело жёсткую власяницу. А на голове под схимническим куколем надевал железную шапку.

Преподобный Серафим Саровский «считал, что вериги таких подвижников, как, например, Феодосий Печерский, Феодосий Тотемский, Василий Блаженный и др., были заключительным по качеству моментом их подвига, его, так сказать, увенчанием, предварить которое нужно подвигами смирения, перенесения обид и постом».

Прожив в Тотемской обители 15 лет и предвидя свою кончину, прп. Феодосий созвал братию и приказал написать духовное завещание: как управлять монастырём после его смерти.
В этот исторический документ входило распоряжение преподобного о своём поминовении:

«Пишу сею духовную грамоту при своем животе в своем целом уме и разуме кому ми что дати, или у кого что взяти. Дати ми на Прилук к Спасу десять рублев, да на Тотьме в городе дати ми по престолом по всем сорокоуста по полтине…
…В сенодике записан мой род и вы б поминали, а не выписали мой род и меня; а будет выпишете мой род и меня, ино Всемилостивый Спас над вами; а чтобы есте пожаловали, Бога ради, учинили без измены, как и в памяти записано, всякую расправу правили по памяти, себе есте на душу не имали, а моей бы есте души не грузили, а меня грешного Бога ради бы есте простили и помянули во святых своих молитвах и вас Бог простит».

Умер 28 января 1568 года.
2 сентября 1796 года, когда копали ров для фундамента новой церкви, сооружавшейся на территории Спасского монастыря, нашли гроб с «сохранившимися в достаточной степени останками схимонаха» и предположили, что это мощи Феодосия, умершего в 1568 году. Признав такое предположение неосновательным, Вологодская консистория приказала гроб захоронить и землю над ним заровнять. Но генерал-губернатор сообщил в Синод о найденном теле как о «весьма пречудных мощах», и Синод приказал местному епископу провести обследование. Консисторская комиссия гроб осмотрела и опечатала, не дав делу никакого хода, видимо из опасения возможного скандала.
Прошел почти год, и по требованию городских властей, которым очень хотелось получить собственного святого, Синод назначил еще одну комиссию — на этот раз из двух архиереев. Но и они высказались против признания найденного тела мощами Феодосия Тотемского. Существо их возражений таково. Гроб найден не там, где могли похоронить Феодосия. По своему типу извлеченный гроб не соответствует гробам, в которых хоронили 228 лет назад, то есть во времена Феодосия. По свидетельству строителей, откопавших гроб, никаких чудес при нем не наблюдалось. Чудеса, сообщенные комиссии, на поверку оказались фикцией: две крестьянки от своих сообщений о чудесах вообще отказались, а сын мещанина, якобы выздоровевший у гроба, две недели спустя умер. Извлеченное из земли тело за год, прошедший после первого освидетельствования, истлело еще больше. При самой комиссии у гроба «никаких чудес и явлений не открылось».
Приняв во внимание все приведенные выше выводы комиссии, синод снова отказался признать освидетельствованные останки «святыми мощами» Феодосия.
Минул еще год. Уступая светским властям, синод снова велел вологодскому епископу обследовать найденные останки и доложить о своем мнении на этот счет. Архиерей понял, чего добивается от него синодальное начальство, и дал такое заключение: хотя за два года пребывания в открытом виде останки еще больше обветшали, тем не менее их можно признать «за истинные угодника божия преподобного Феодосия мощи». И Синод в сентябре 1798 года определил: «обретенное в 1796 году нетленное тело огласить за совершенные преподобного Феодосия Тотемского чудотворца мощи».

## Чудеса
Известно около 150 посмертных чудес преподобного.
«Всех чудес пр. Феодосия в монастырской книге записано 146, и записывать их уже давно перестали».

## Возвращение святых мощей прп. Феодосия в Тотьму
17 апреля 1919 года мощи преподобного Феодосия были вскрыты в рамках кампании советской власти по «вскрытию мощей». Комиссия, обследовавшая его гроб 17 апреля 1919 года, сделала заключение: «Остов высох, подвергся значительному тлению... Плечи, голени и стопы совершенно истлели. Остались одни только кости». В 1920-х годах был упразднён Спасо-Суморин монастырь, и мощи преподобного Феодосия оказались в Вологодском краеведческом музее. В 1988 году, в год 1000-летия Крещения Руси, они были переданы Вологодской епархии и находились в Лазаревском храме города Вологды. В 1994 году состоялось торжественное перенесение святых мощей в город Тотьму, где они пребывали в раке в храме Рождества Христова.
В 2014 году отмечались 460-летие основания Спасо-Суморина монастыря и 20-летие возвращения святых мощей прп. Феодосия в г. Тотьма.
В настоящее время Спасо-Суморин монастырь начал восстанавливаться.

## Перенесение святых мощей прп. Феодосия
15 сентября 2016 года в день памяти прп. Феодосия состоялось торжественное перенесение его святых мощей из храма Рождества Христова, стоящего в центре г. Тотьма, в Вознесенский собор Спасо-Суморина монастыря.

## Почитание в Маросейской общине
Особо чтили память святого в Маросейской общине при храме святителя Николая в Клённиках, возглавляли которую в начале XX века сначала праведный Алексий Мечёв, а по его смерти его сын священномученик Сергий Мечёв.

## Храмы в честь святого Феодосия Тотемского
В Чернигове в Антониевых пещерах Троицко-Ильинского монастыря есть храм в честь святого Феодосия Тотемского. Это главный храм в монастыре и самый большой из трёх подземных.
Во время Великой Отечественной войны при оккупации немецкими фашистами Чернигова было разрешено открыть Троицкую обитель, ранее закрытую советской властью.
Под руководством прп. Лаврентия Черниговского в день Архистратига Михаила 21 ноября 1941 года состоялось первое богослужение в церкви прп. Феодосия, расположенной под Троицким собором.
В Нижнем Новгороде есть Соборная церковь в честь Живоначальной Троицы (Высоково, ул. Овражная, 94).
Основана до XVII столетия, но современное её здание построено в 1663 году нижегородским посадским человеком Иваном Григорьевичем Обрезковым.
В ней три престола: главный, в холодном храме, в честь Троицы Живоначальной и два в трапезной: южный — в честь иконы Донской Божией Матери, и северный — во имя Феодосия Тотемского.